# Claudia Pasini
Claudia Pasini, född 2 mars 1939 i Trieste, död 23 september 2015, var en italiensk fäktare.
Pasini blev olympisk bronsmedaljör i florett vid sommarspelen 1960 i Rom.